# مصاص العسل
مصاص العسل أو التمير  (الاسم العلمي: Hedydipna) ، (الاسم العلمي: Anthodiaeta) ، هو جنس من الطيور ينتمي إلى تمير (فصيلة: Nectariniidae) .

## الانواع
- تمير مطوق ، Hedydipna collaris
- تمير قزم ، Hedydipna platura
- تمير وادي النيل ، Hedydipna metallica
- تمير أماني ، Hedydipna pallidigaster'